# Esmé van Benthem
Esmé van Benthem (15 april 1980) is een Nederlands langebaanschaatsster. 
Van 2001 tot 2005 nam Van Benthem meerdere malen deel aan de NK Afstanden, het NK Sprint en de NK Allround.

## Records

### Persoonlijke records[3]
| Afstand    | Tijd    | Datum           | Baan       |
| ---------- | ------- | --------------- | ---------- |
| 500 meter  | 41,86   | 20 maart 2003   | Calgary    |
| 1000 meter | 1.23,16 | 22 maart 2003   | Calgary    |
| 1500 meter | 2.04,76 | 2- maart 2003   | Calgary    |
| 3000 meter | 4.26,23 | 24 oktober 2002 | Heerenveen |
| 5000 meter | 7.45,70 | 20 maart 2003   | Calgary    |